# Cordillère Principale

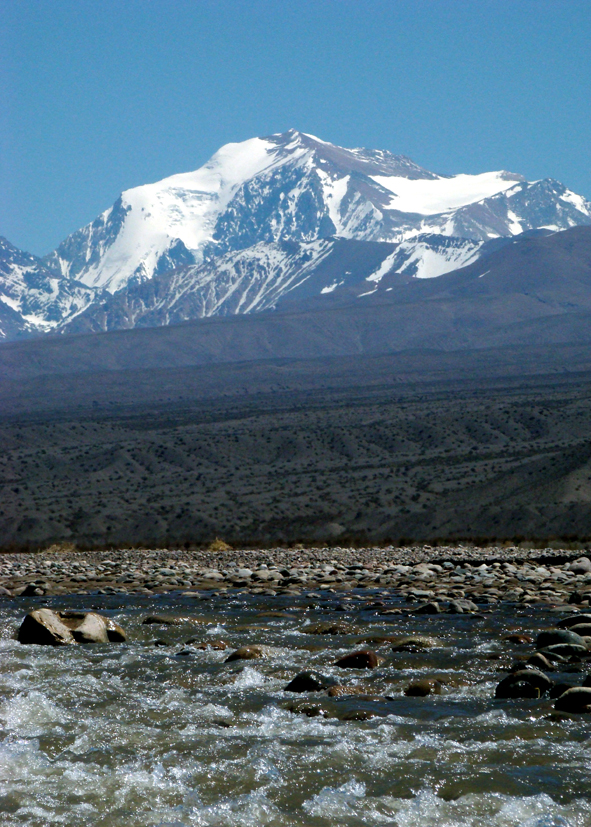
Cerro Mercedario, province de San Juan

La cordillère Principale (en espagnol : cordillera Principal) ou cordillère Frontalière (en espagnol : cordillera del Límite) est une chaîne de montagnes du système andin, située à la frontière entre l'Argentine et le Chili. Elle rassemble les plus hauts sommets du continent américain, parmi eux, l'Aconcagua (6 962 m) dans la province de Mendoza, le Monte Pissis (6 792 m) dans les provinces de La Rioja et de Catamarca, le Nevado Ojos del Salado (6 893 m) dans la province de Catamarca et la région d'Atacama, le Cerro Bonete Chico (6 759 m) dans la province de La Rioja, le Tupungato (6 570 m) dans la province de Mendoza et la région métropolitaine de Santiago et le Mercedario (6 720 m) dans la province de San Juan.